# Erebia aporia
Erebia aporia är en fjärilsart som beskrevs av Karl Schawerda 1919. Erebia aporia ingår i släktet Erebia och familjen praktfjärilar. Inga underarter finns listade i Catalogue of Life.